# Ђовани Скјапарели
Ђовани Вирђинио Скјапарели (итал. Giovanni Virginio Schiaparelli; Савиљано, 14. март 1835 — Милано, 4. јул 1910) — 4. јул 1910. Милано, Италија) је био италијански астроном, данас пре свега познат по томе што је описао „канале“ на Марсу. Био је један од највиђенијих италијанских астронома, члан многобројних научних друштава у Италији, као и сенатор у италијанском сенату од 11. фебруара 1889. до 18. новембра 1898.

## Каријера
Скјапарели је студирао хидраулички инжењеринг и грађевину у Торину од 1850. до 1854. године, након чега је отишао на школовање у опсерваторијама у Берлину и Пулкову код Санкт Петербурга. У Берлину је радио под вођством Јохана Енкеа а у Пулкову Ота Штрувеа.
На опсерваторију у Брери (код Милана) је прешао 1860, и већ следеће године је открио астероид -69 Hesperia}-. Постављен је за директора већ 1862. године (након смрти претходног директора, Франческа Карлинија), и на том положају је остао све до повлачења 1900. Како је опсерваторија имала мали телескоп, Скјапарели се фокусирао на истраживање тела Сунчевог система — астероида, комета (и њихове везе са метеорима) и планета.

### Веза метеорских ројева и комета
У светлу новопробуђеног интересовања за метеоре (након пљуска Леонида 1833. и доказивања периодичности Леонида и Персеида), Скјапарели је почео са рачунањем орбиталних елемената метеора. Свој, можда највећи и најдуготрајнији, допринос астрономији је дао 1866. године када је показао да орбитални елементи честица (метеороида) од којих настаје рој Персеида одговарају комети 109P/Свифт-Татл, тада званој „Комета III, 1862“. За ово откриће добио је златну медаљу Италијанског научног друштва (1868), Лаландову награду Француске академије наука (1868), и златну медаљу британског Краљевског астрономског друштва које га је прогласило и својим иностраним чланом (1872).
Осим тога, захваљујући овом открићу, опсерваторија у Брери је добила нови, 22-центиметарски рефракторски телескоп који је Скјапарелију омогућио проучавање површине планета.

### Мапирање Марса и Меркура
Марс се налазио у великој опозицији (тј., колинеарно са Сунцем и Земљом, а са исте стране Сунца као и Земља) 1877. године што је Скјапарелију дало изванредну прилику да провери вредност новог телескопа. Скјапарели се за посматрање припремао ригорозно, избегавајући све што је могло да утиче на његов нервни систем, укључујући дуван и нарочито кафу. Самопоуздан због оваквих припрема, као и због новог инструмента, Скјапарели се надао да ће направити најдетаљнију мапу површине Марса до тада. На Марсу је уочио тамне и светле пределе које је, по аналогији са Месецом, назвао морима (тамне регионе) и континентима (светле пределе). Формације које је уочавао је именовао по сварним и измишљеним местима на Земљи (Арабија, Грчка, Еден, Јелисеј...) а сам није желео да спекулише о њиховом пореклу и изгледу, говорећи да их класификује искључиво по албеду, односно по томе колико су светле.
Међутим, уочавао је и релативно праволинијске тамне пруге које је назвао „канали“ (canali). Ова реч је преведена на енглески као canals (вештачки канали) уместо тачније превода channels (природни канали). Овакав превод дао је повода да се претпостави постојање живота на Марсу — интелигентних створења која користе канале за наводњавање своје суве планете. Највећи заговорник ове идеје је био амерички астроном Персивал Лоуел, који је био убеђен да види исте линије као Скјапарели. Скјапарели је посматрао Марс током седам опозиција и уцртавао све већи број канала, постепено и сам верујући да их неко и даље гради на Марсу. Веровање у канале и „Марсовце“ који их праве и њима наводњавају своју планету је било већинско становиште све док Еуген Антониади, француски астроном грчког порекла, није имао прилике да 1909. године највећим тада доступним француским телескопом (83-центиметарски рефрактор) посматра Марс у новој великој опозицији, након чега је изнео свој став да су марсовски канали само оптичка варка. Антониадијев став је убрзо био прихваћен од стране стручне јавности, али су канали остали популаран концепт у општој популацији све до првих детаљних снимака начињених изван атмосфере Земље, у освит свемирске ере. Данас се верује да су астрономи видели канале због тенденције ока да тамне мрље на светлијој позадини види спојене правим линијама.
Скјапарели је проучавао и Меркур и Венеру закључивши (исправно) да споро ротирају око своје осе и да су плимски везане за Сунце тако да су ка њему окренуте увек истом страном (погрешно).

### Остали радови
Скјапарели се, са мањим успехом, бавио и двојним звездама, дистрибуцијом звезда и величином свемира. Након пензионисања 1900. године се, захваљујући одличном познавању античких језика, посветио проучавању историје астрономије, нарочито хебрејске и вавилонске.
Добио је Медаљу Брус 1902. године, награду коју додељује Пацифичко астрономско друштво за изузетан животни допринос астрономији.

## Дела
Најважнија дела у којима је Скјапарели дао свој рад на истраживању комета, планета и историје астрономије су:
- , 1873. („Звезде падалице“)
- , 1896. („Правила посматрања звезда падалица и болида“)
- , 1893. („Живот на планети Марс“)
- , 1903. („Астрономија у старом завету“)

## Објекти названи по Скјапарелију
Име Ђованија Скјапарелија носи астероид 4062 Schiaparelli, кратери на Марсу и Месецу, гребен на Меркуру, као и нова опсерваторија у близини Милана.
По Скјапарелију је назван и лендер (мала истраживачка сонда) коју је Европска свемирска агенција послала на Марс у склопу мисије Егзомарс. Лендер је демонстрирао технологије за улазак кроз атмосферу црвене планете и слетање на површину, међутим, око 50 секунди пред слетање контролори на Земљи су са њим изгубили контакт.